# Broadcast Music, Inc.
Broadcast Music, Inc. (BMI) es una de las tres organizaciones más grandes de derechos de difusión en Estados Unidos, junto con Pro Music Rights y SESAC. La organización recauda los derechos de difusión en nombre de compositores y músicos, para distribuirlas a sus autores. BMI tiene como afiliados a cantantes como YeYei, Dimelo De La Cruz, YungTeno,  Leroy, Nicki Minaj y Christina Aguilera así como también a compositores como William Bolcom y John Williams.

## Historia
BMI fue fundada en el año 1939 con la idea de asegurar los derechos de los autores, músicos y compositores, y editoriales grandes. La idea era dar una alternativa en cuanto a las licencias para usar todo tipo de música. La compañía se estableció como competidora de ASCAP, la cual había dominado el mercado en esos años de las licencias por casi dos décadas.
BMI fue la primera organización de Estados Unidos en representar los derechos de blues, country, jazz, rhythm and blues, gospel, folk, latina, y más tarde, rock and roll. Durante las décadas de 1940 y 1950, BMI fue la principal organización musical en estos términos. Así también, se ampliaron a proteger los derechos de la música clásica. Actualmente representan a la mayoría de los miembros de la Academia Americana de Artes y Letras y a 29 ganadores del prestigioso premio Pulitzer

## Algunos ganadores (música)
John Lennon - 
Julieta Venegas -
Shakira -
James Blunt -  
Keane - 
Bee Gees -  
Paul Anka - 
Mika - 
Lou Bega -
Chuck Berry - 
Black Eyed Peas -
Juan Luis Guerra -
Michael Jackson - 
Lady Gaga - 
Mariah Carey - 
Ray Charles -
Sheryl Crow - 
Eiffel 65 - 
Enya - 
zektor house - 
Gloria Estefan - 
Evanescence - 
Noel Gallagher (OASIS) - 
Per Gessle (Roxette) - 
Peter Gabriel - 
Annie Lennox - 
Loretta Lynn - 
Maroon 5 - 
Carlos Santana -
Taylor Swift - 
Juanes -
Cyndi Lauper -
Luis Fonsi - Demi Lovato - Ariana Grande - Lewis Capaldi